# Paul Kayser (Organist)

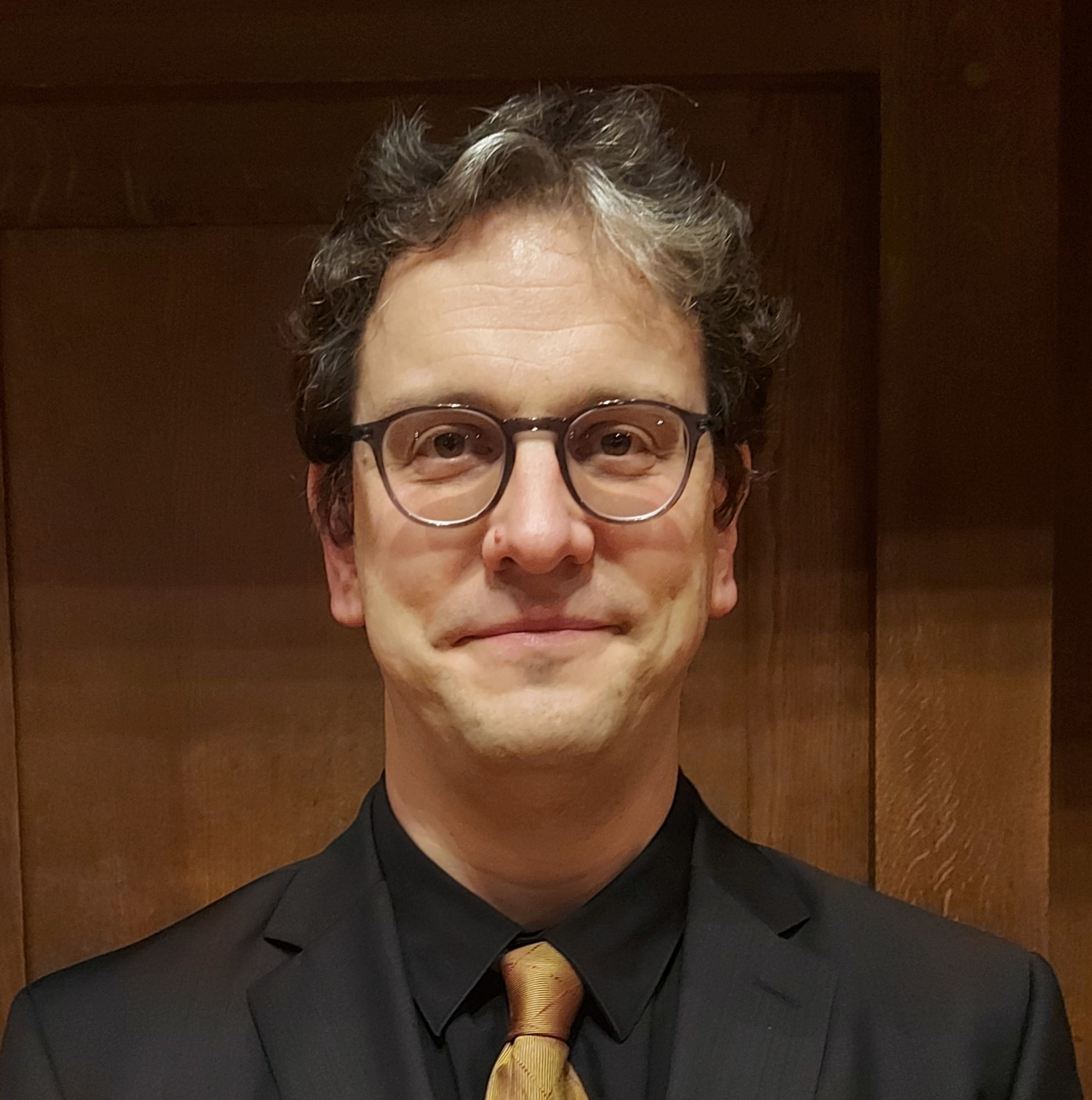
Paul Kayser (2022)

Paul Kayser (* 1979 in Luxemburg) ist ein luxemburgischer Kirchenmusiker, Komponist und Orgeldozent.

## Leben und Wirken

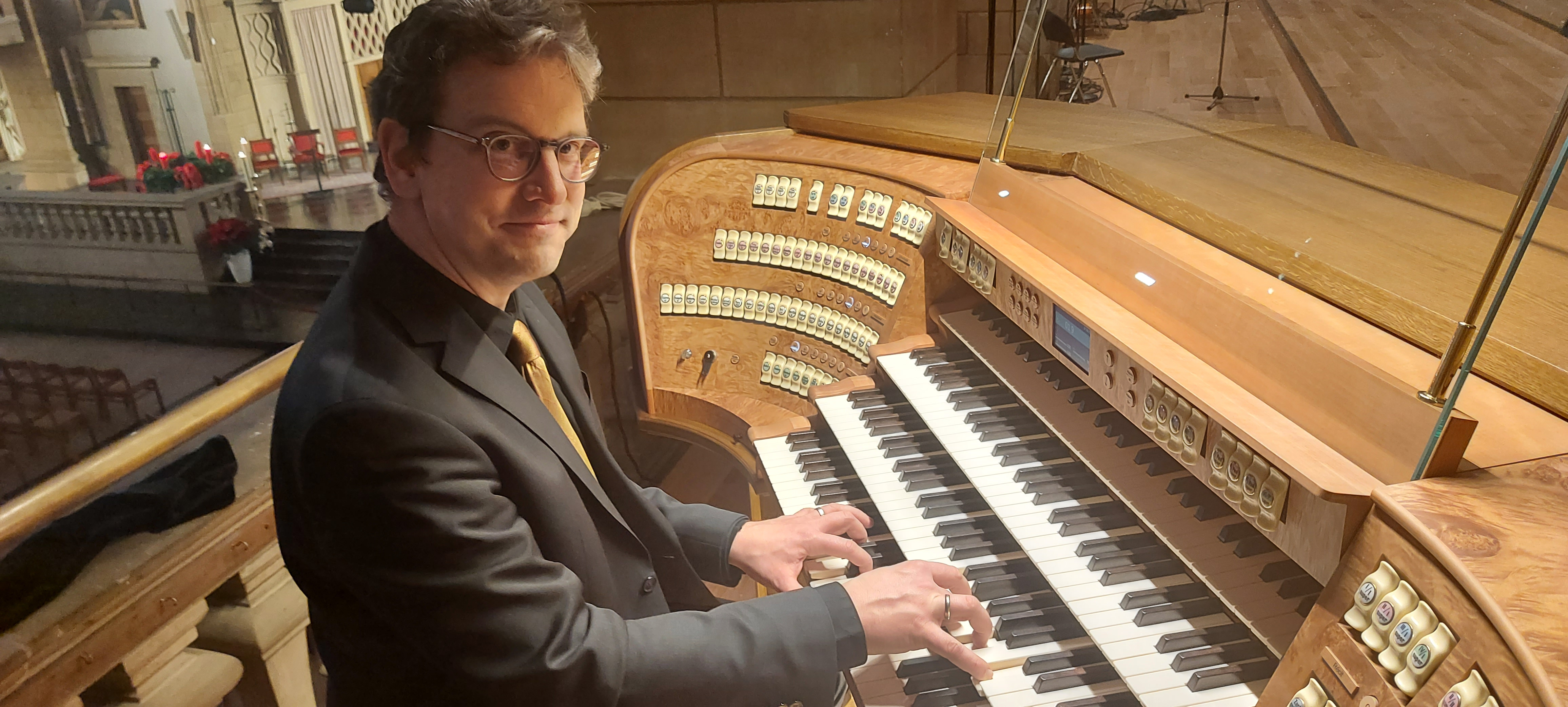
Paul Kayser an der Haupt-Rieger-Orgel in der Kathedrale von Luxemburg (2022)

Kayser begann seine musikalische Ausbildung 1989 am Nationalen Konservatorium in Luxemburg mit den Fächern Violine und Orgel. Es folgten Orgelimprovisation, Chorleitung und Fugenkomposition. Er ergänzte seine Ausbildung an der Hochschule für Musik und Darstellende Kunst Frankfurt am Main, wo er bei Daniel Roth, Martin Lücker und Godehard Joppich studierte. Ein abschließendes Studium führte ihn nach Berlin zu Wolfgang Seifen. 
2005 trat er als Solist gemeinsam mit dem Orchestre philharmonique du Luxembourg beim Festival d’Orgue de Dudelange auf. 
Er konzertierte ferner in der Philharmonie Luxembourg, in der Berliner Kaiser-Wilhelm-Gedächtniskirche, beim Orgelfestival Ruhr sowie beim Festival International Echternach Classique.
Paul Kayser ist Titularorganist in der St-Willibrordus-Basilika in Echternach und in St. Alphonse in Luxemburg-Stadt. Die wöchentlichen Konzerte, die jeden Donnerstagabend in St. Alphonse in Luxemburg-Stadt stattfinden, spielt Kayser bis auf wenige Ausnahmen alle selbst. Darüber hinaus hat er in zahlreichen Ländern Europas und darüber hinaus konzertiert.
An den Musikschulen in Echternach und Niederkerschen unterrichtet er Orgel, Orgelimprovisation und Tonsatz.

## Auszeichnungen
- 2001: Förderpreis Improvisation beim Orgelfestival „Fugato“ in Bad Homburg v. d. Höhe[6]
- 2007: 2. Preis Improvisation beim Internationalen Orgelwettbewerb „Orgel ohne Grenzen“ in Dudelange[7]

## Kompositionen
- „Dialogue“ für Violine und Klavier (2001)
- „Lieder“ nach Gedichten von William Blake für Mezzosopran und Klavier (2001)
- „Contrastes“ für Orgel (2003)
- „Sequence“ für Flöte und Orgel (2004)
- „Psalm-Gedicht für Saxophon und Orgel“ (2004)
- „Nocturne“ für Orchester
- Missa „In memoriam Carlo Hommel“ (2006)
- „Ave Maria“ für Sopran solo, Chor und Orgel (2006)
- „Quatuor à cordes“  (2008)